# Dětkovice (district de Prostějov)
Pour les articles homonymes, voir Dětkovice.
Dětkovice (en allemand : Dietkowitz) est une commune du district de Prostějov, dans la région d'Olomouc, en République tchèque. Sa population s'élevait à 541 habitants en 2023.

## Géographie
Dětkovice se trouve à 7 km au sud du centre de Prostějov, à 24 km au sud-sud-ouest d'Olomouc et à 204 km à l'est-sud-est de Prague.
La commune est limitée par Určice au sud-ouest, à l'ouest et au nord, par Výšovice à l'est, et par Vranovice-Kelčice au sud.

## Histoire
La première mention écrite de la localité date de 1355.

## Transports
Par la route, Dětkovice se trouve à 12 km de Konice, à 35 km de Prostějov, à 36 km d'Olomouc et à 234 km de Prague.